# Milford Sound
A Milford Sound (maori nyelven: Piopiotahi) Új-Zéland legismertebb fjordja az ország Déli-szigetén, a Fiordland Nemzeti Parkban, a Te Wahipounamu világörökségi területen. 2008-ban egy nemzetközi felmérés (2008 Travelers' Choice Destinations Awards, TripAdvisor) a világ legnépszerűbb turistacélpontjává választotta, és egyúttal Új-Zéland leghíresebb kirándulóhelye is. Rudyard Kipling annak idején a világ nyolcadik csodájának nevezte.

## Nevének eredete
A Milford Sound a walesi Milford Haven tengeröbölről kapta. Hasonlóképpen az öbölbe torkolló vízfolyás, a Cleddau River is a walesi öbölbe ömlő folyóról kapta a nevét. A maorik a fjordot a piopio nevű, mára már kihalt, rigószerű madárról nevezték el. A Piopiotahi pontos jelentése „egyetlen piopio”, ami a maori mitológia egyik mondájára utal. Ennek hőse, Maui megpróbálta elérni a halhatatlanságot az emberiség számára, de belehalt a kísérletbe, és ekkor egy piopio madár repült ide gyászolni.

## Földrajza
A Milford Sound, az új-zélandi fjordvidék legészakibb fjordja egy jégkorszaki gleccserrendszer törzs-részének völgyében jött létre. 15 kilométerre nyúlik be a Tasman-tengertől a szárazföld belsejébe. A bejáratánál lévő fokot ugyancsak egy walesi helyszínről nevezték el Dale Point-nak. A fjordot meredek sziklafalak, hegyek szegélyezik, magasságuk mindkét oldalon 1200 méter körül van. A legmagasabb hegy, amit alakjáról Elefántnak neveztek el, 1517 méter magas. Az 1302 méter magas Oroszlán-csúcs szintén az alakjáról kapta a nevét. Mélysége – mint a fjordok esetében általában – a belső szakaszán nagyobb, mint a tengerre nyíló szájában. Legnagyobb mélysége, a Stirling-vízesés közelében, megközelíti a 400 métert. A fjord szárazföldi végéhez az Arthur- és a Cleddau-folyók csatlakoznak, hordalékukkal fokozatosan a édesvízi medencét határolnak le a fjordból. Az Arthur-folyó völgyében van az 5 kilométer hosszú Ada-tó, ami a régi gleccser egyik ágának völgyében jött létre. A fjordba még szám os más kisebb vízfolyás  (köztük a Bowen, a Sinbad, a Harrison és a Stirling) ömlik, a régi gleccser oldalágai által kivájt völgyekből. A fjord oldalában két nagyobb állandó vízesés van, a Lady Bowen-vízesés és a Stirling-vízesés. Nagyobb esőzések után (ami errefelé igen gyakori) azonban időszaki vízesések százai zuhannak le a meredek sziklafalakon.
A fjord egyik legfőbb látványossága a Mitre Peak, közel az öböl végéhez, így a szárazföldön maradó kirándulók is jól láthatják.

### Éghajlata
A Milford Sound éghajlata mérsékelt és igen csapadékos. A nyári (január-február) napi átlaghőmérséklet 15 fok, a téli 5 fok  körül van. A nyári maximumok sem érik el a 30 fokot; télen (július-augusztus) fagyok is előfordulnak. Az éves csapadékátlag 6500 mm körül van. A legtöbb eső nyáron esik, de az eloszlás viszonylag egyenletes. A levegő páratartalma szinte folyamatosan 90% körül mozog. A napi csapadék mennyisége elérheti a 250 millimétert. Nagy esőzések után gyakoriak a föld- és fa-csuszamlások, amikor a meredek sziklafalakon kapaszkodó fák, kisebb erdőfoltok a talajjal együtt a fjord vizébe zuhannak.

### Növény- és állatvilág
A fjord környékét dús mérsékelt égövi esőerdők borítják. Vizében új-zélandi medvefókák, delfinek élnek, néha bálnák is felkeresik. A madárvilág legérdekesebb képviselője a fjordlandi pingvin, aminek itt fontos fészkelőhelye van.
A Milford Sound és az egész nyugati partvidék (Westcoast) vízpartjai és esőerdei ideális életkörülményeket kínálnak az emberek számára kellemetlen itteni szúnyogoknak. A sandfly (homoki légy) vagy blackfly (fekete légy) helyi elnevezésű, 2-3 mm hosszú szúnyogféle rovarok (maori nevük namu) egymástól szabad szemmel megkülönböztethetetlen két faja is él itt, az Austrosimulium australense (New Zealand blackfly), és az Austrosimulium ungulatum (West Coast blackfly). Ezeknek a rovaroknak összesen 13 faja él Új-Zélandon, de csak az említett kettő csíp. Mindegyikük a púposszúnyogok családjához és azon belül az Austrosimulium nemhez tartozik. A nőstények csípnek, és nappal aktívak, különösen borult, párás időben.

## Története
A maori őslakók ismerték a vidéket, de ritkán látogatták, mert megélhetést alig nyújtott a számukra. Az európai utazók sokáig nem fedezték fel, mert a nyílt tengerről nehezen észrevehető a bejárata, a meredek partok közelében pedig a vitorlás hajókkal veszélyes volt a hajózás. Csak 1812 körül fedezte fel John Grono kapitány, aki walesi szülőföldjéről nevezte el a fontosabb földrajzi pontokat.
A Fiordland vidéke Új-Zéland legkevésbé ismert területei között maradt egészen a 20. századig, kivéve a természeti szépségekben leggazdagabb fjordot, a Milford Soundot, ami már a 19. század végén elkezdte vonzani a turistákat, főleg a tengeren át. 1888-ban feltárták a Mackinnon-hágót, ami megkönnyítette a fjord megközelítését a szárazföldön keresztül, de így is csak napokig tartó, több mint 50 kilométeres gyalogtúrán lehetett elérni azt körülbelül azon az úton, ami ma is nemzetközi hírű túraútvonal (Milford Track). 1935-ben kezdték építeni a Homer-alagutat, ami azonban csak 1954-ben készült el. Ez, a még 2016-ban is csak egysávos alagút tette végül lehetővé az országúti közlekedést a fjordhoz.
A 2006-os népszámlálás szerint 120 ember élt a fjord végében kialakult településen, a Milford Village-ben. Ők elsősorban a turizmusban, illetve a természetvédelemben tevékenykednek. A 2010-es években a fjordot évente fél és egy millió közötti turista kereste fel.

### Galéria

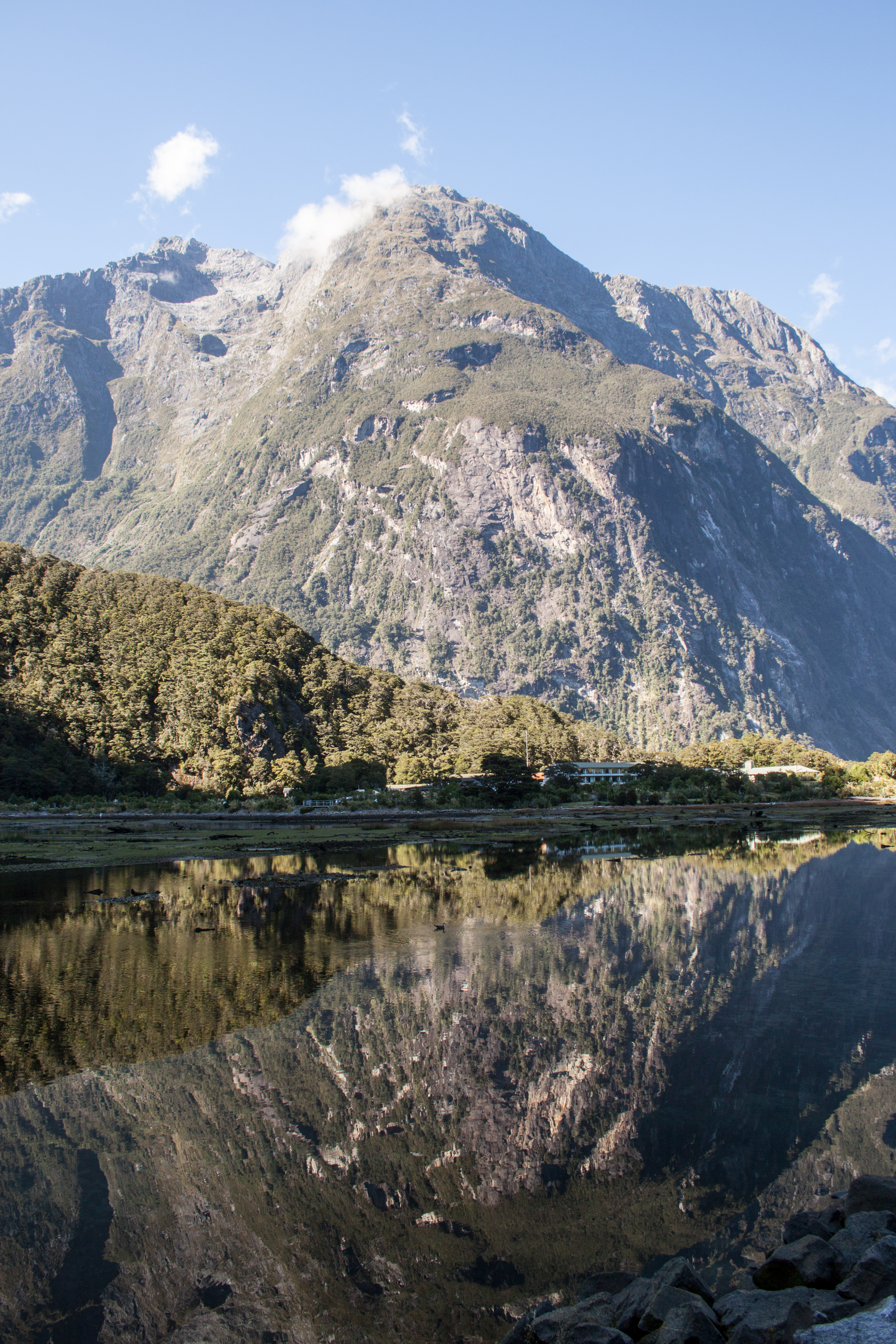
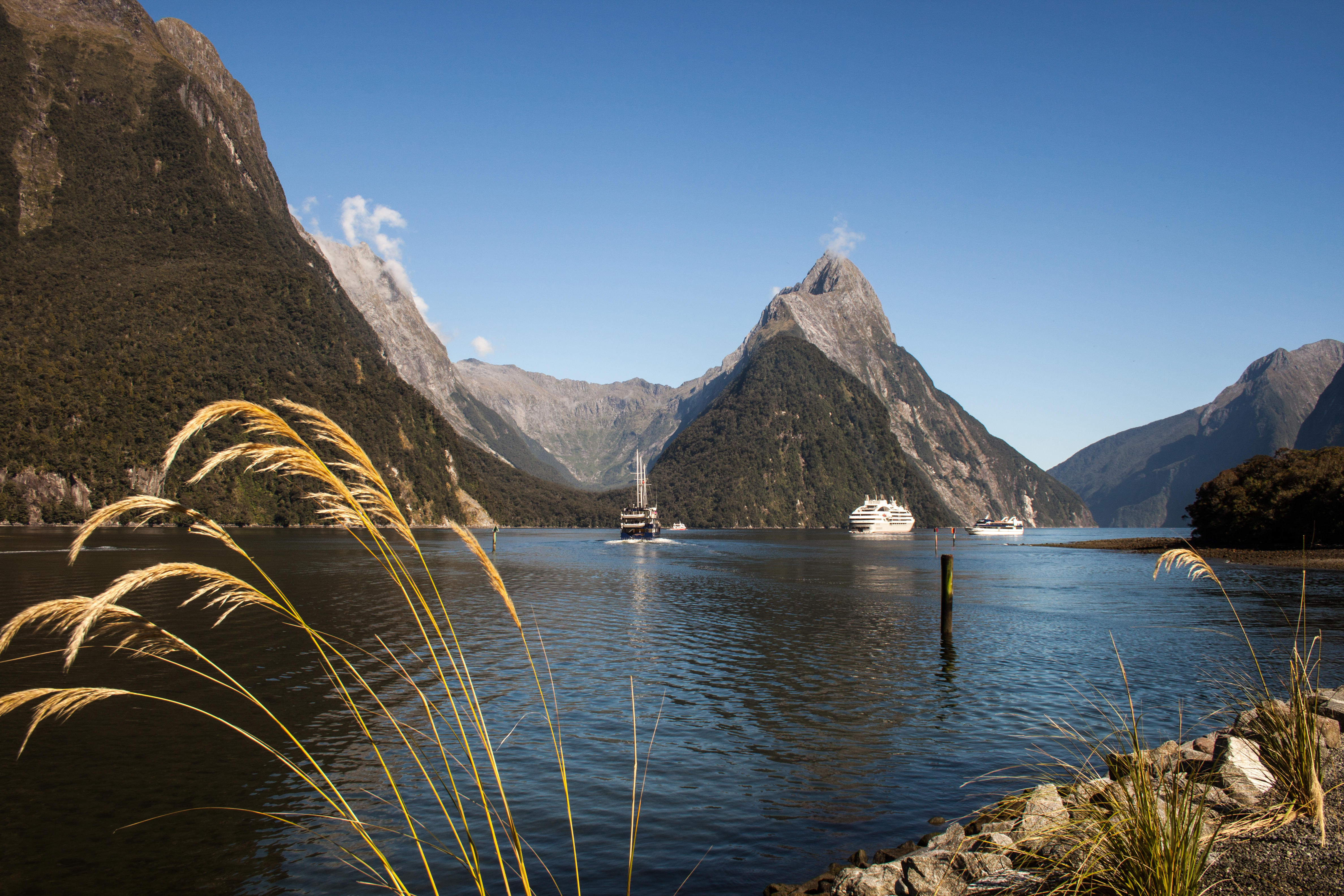
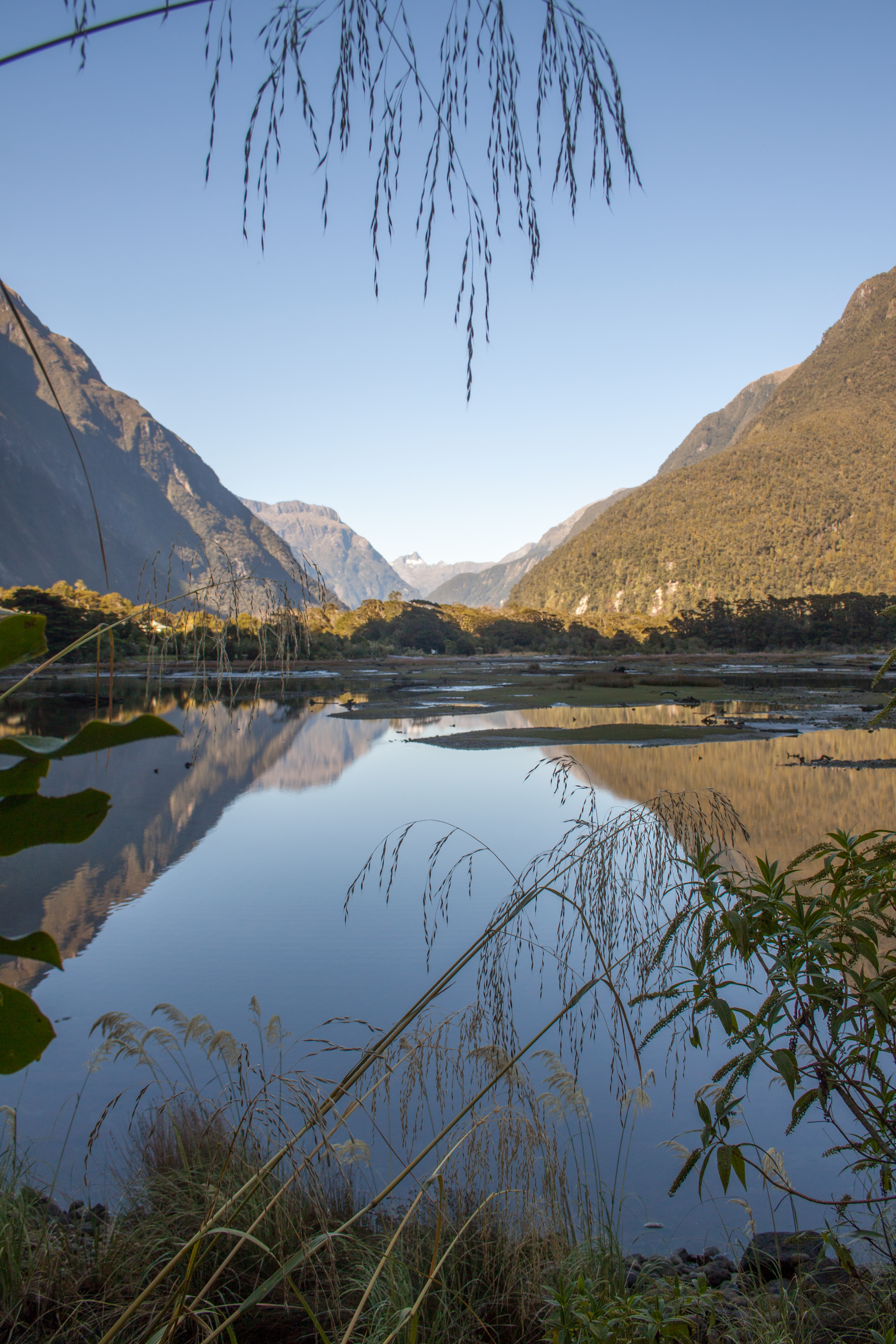
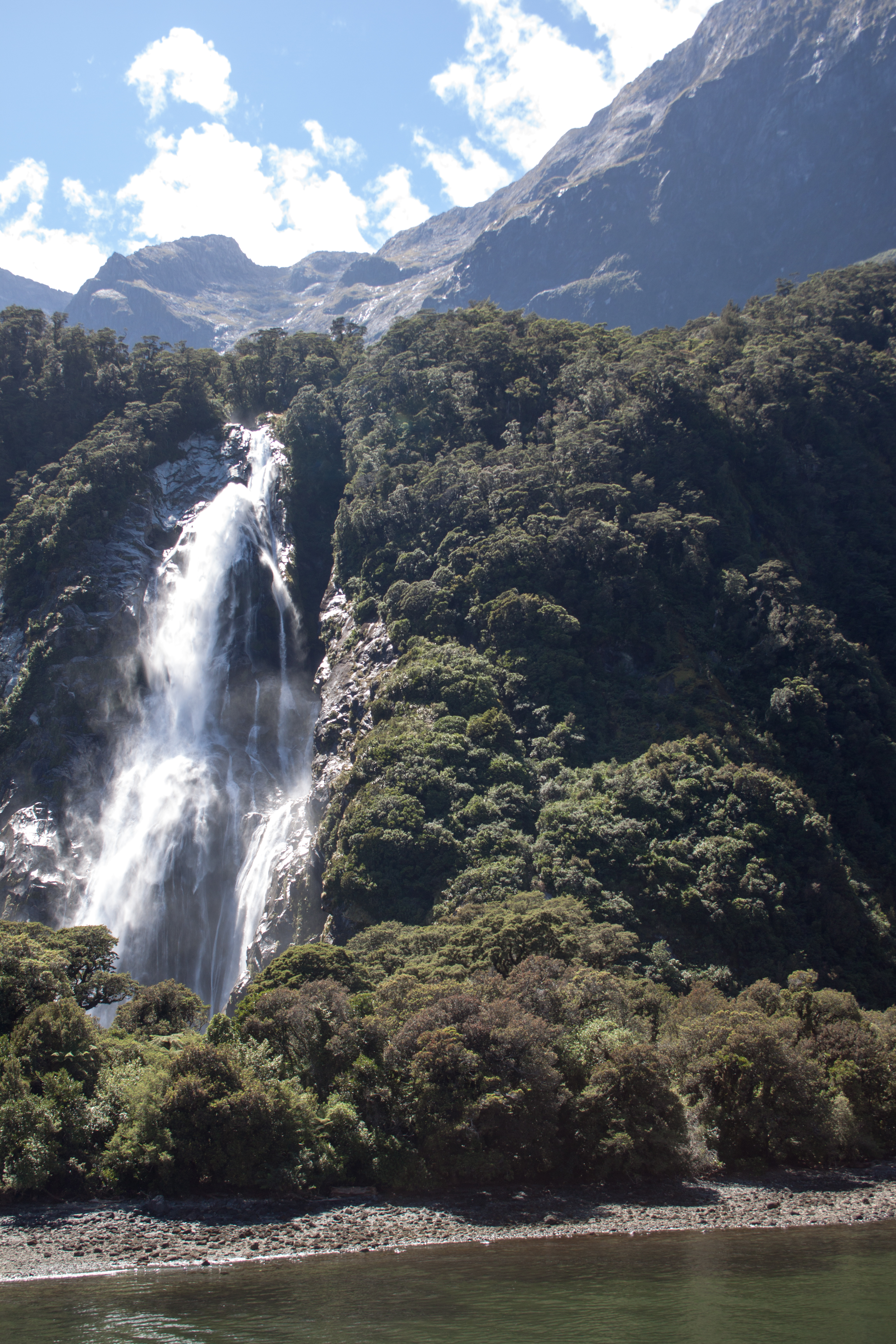
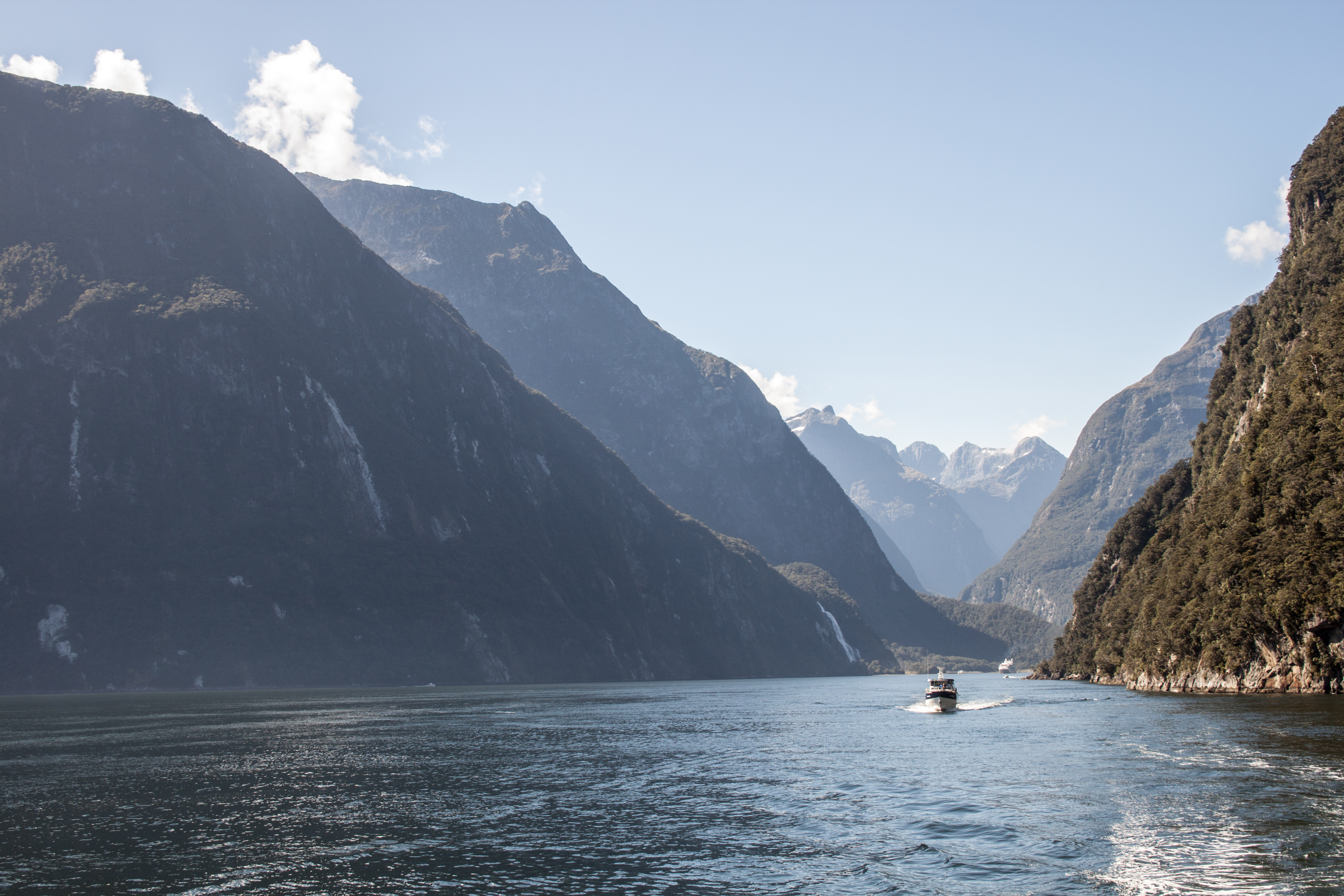
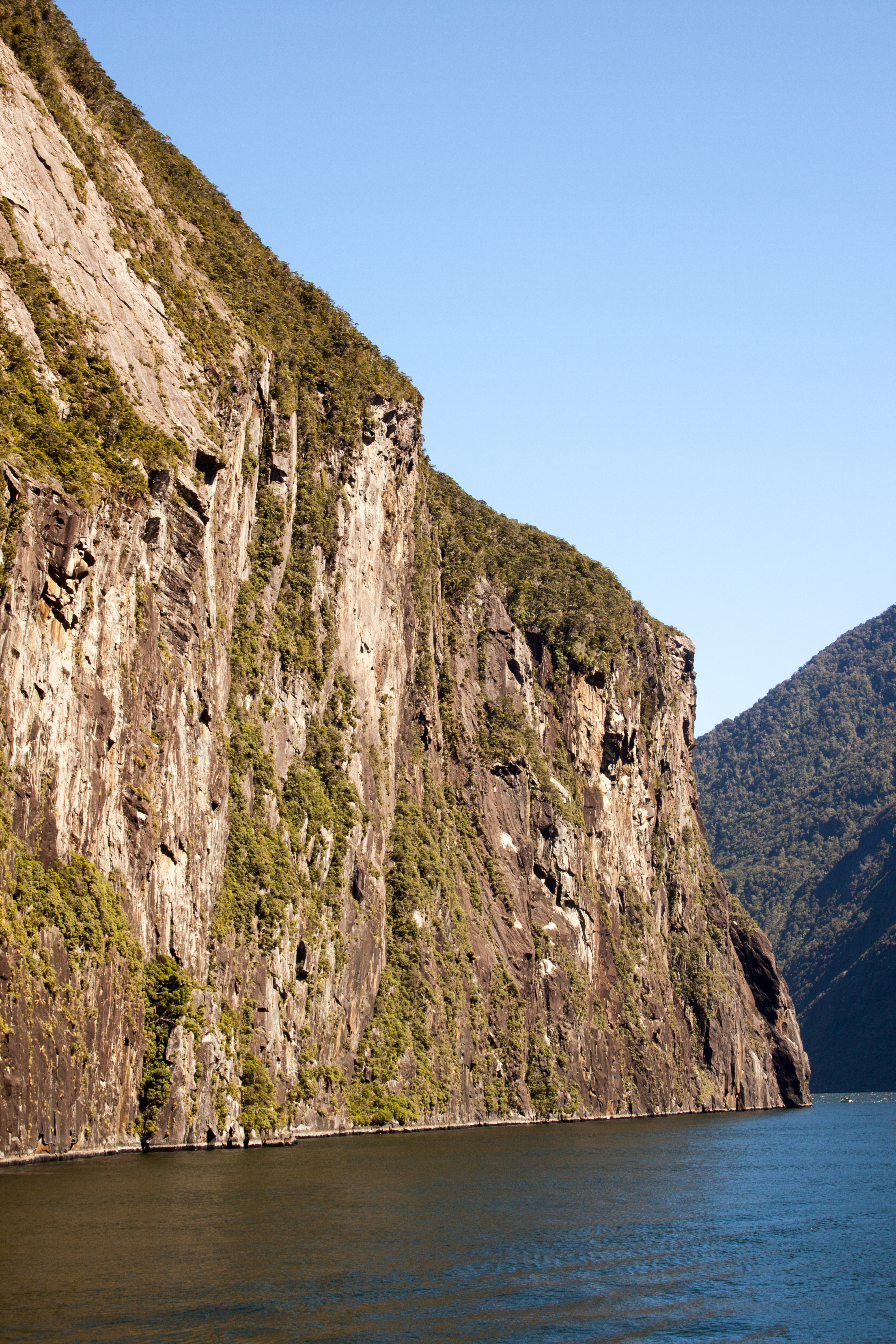

## Fordítás
- Ez a szócikk részben vagy egészben a Milford Sound című angol Wikipédia-szócikk ezen változatának fordításán alapul.  Az eredeti cikk szerkesztőit annak laptörténete sorolja fel. Ez a jelzés csupán a megfogalmazás eredetét és a szerzői jogokat jelzi, nem szolgál a cikkben szereplő információk forrásmegjelöléseként.